# Awudu Abass
Awudu Abass (nacido el 27 de enero de 1993} en Como, Italia) es un jugador de baloncesto italiano que pertenece a la plantilla del BC Dubai de la ABA Liga. Con 2,00 metros de estatura, juega en la posición de alero.

## Trayectoria deportiva
Es un jugador nacido en Italia, de padre ghanés y madre nigeriana. Formado en la cantera de Pallacanestro Cantú, a la que llegó cuando era un adolescente.
En 2016, este alero que destaca por su gran presencia física, promedia en el Cantu  13.1 puntos y 5.8 rebotes por partido en Lega.
El 2 de julio fichó por el BC Dubai de la ABA Liga.